# Марк Граний Марцел
Марк Граний Марцел (на латински: Marcus Granius Marcellus) е политик на късната Римска република през началото на 1 век, проконсул на сенаторската римска провинция Витиния през 14/15 г.
Произлиза от римската фамилия Грании. Притежавал керемиджийница в град Тифернум Тиберинум (днес Чита ди Кастело) в Умбрия.
Той става проконсул на Витиния през 14 г. след Апий Клавдий Пулхер и Луций Лициний. Сменен е през 15 г. от Луций Ведий Лепид.
През 15 г. в началото на принципата на Тиберий той е обвинен в императорска обида и изнудване. Обвинението е от квестор Авъл Цепион Криспин, негов бивш подчинен, a Роман Хиспон го обвинява, че си бил сложил своите изображения по-високо от тези на Цезарите.
Неговият син вероятно Граний Марциан през 35 г., също по времето на Тиберий, е съден за императорска обида (maiestas) и се самоубива.